# ジョイス・アクロイド
ジョイス・アイリーン・アクロイド（Joyce Irene Ackroyd, OBE FAHA、1918年11月23日 - 1991年8月30日）は、オーストラリアの日本語と日本文学の学者、翻訳者である。

## 若年期
アクロイドは1918年11月23日にニューサウスウェールズ州ニューカッスルで生まれた。
アクロイドは子供の頃から日本に興味を持っていた。1936年、教員になるための奨学金を得てシドニー大学に入学したが、当時は中等教育における日本語教育の需要がほとんどなかったため、この奨学金で日本語を専攻することはできなかった。そこで、英語・歴史・数学を学び、1940年に学士号を取得した。
大学卒業後はシドニーの学校で数学を教えながら、シドニー大学で日本語を学んだ。1944年、シドニーのオーストラリア空軍語学学校で日本語を教え始めた。1944年から1947年までシドニー大学で日本語を教えた後、ケンブリッジ大学に留学し、1951年に日本学の博士号を取得した。博士論文は新井白石の政治的経歴と執筆活動についてだった。
1952年に第1回西園寺記念奨学生として初来日し、慶応義塾大学と東京大学で2年間学んだ。

## キャリア
1952年にキャンベラのオーストラリア国立大学の研究員となり、1956年にキャンベラ大学の講師に就任、1959年に日本語学科准教授に昇進した。1965年にブリスベンのクイーンズランド大学に移籍し、新設の日本語・日本文学科の教授に就任した。アクロイドは1970年代から1980年代にかけて同学科の発展に貢献し、同学科はオーストラリアにおける日本研究の中心地となった。
1980年に新井白石の『折たく柴の記』の翻訳"Told Round a Brushwood Fire: The Autobiography of Arai Hakuseki"を、1982年に『読史余論』の翻訳"Lessons from history : the Tokushi yoron"を刊行した。
1990年、クイーンズランド大学にアクロイドの名を冠した建物が建てられた。同学で女性の名を冠した建物は、これが初めてだった。

## 私生活
1962年5月12日にオーストラリア国立大学戦略防衛研究センターの戦史学者であるフランク・ウォーレン（ジョン）・スピード(Frank Warren (John) Speed)と結婚した。
アクロイドは1991年8月30日にクイーンズランド州オーカンフラワーで死去し、遺体は火葬された。

## 主な著書
- The Unknown Japanese (1968)
- Japan Today (1970)
- Discovering Japan: a Text-book of Japanese language for Secondary Schools (1971)
- Indecent Exposure in Japanese Literature (1982)

## 訳書
- Monariza Lost (1976) - 高村光太郎『失はれたるモナ・リザ』の翻訳
- Told Round a Brushwood Fire: the Autobiography of Arai Hakuseki (1979) - 新井白石『折たく柴の記』の翻訳
- Lessons from History: the Tokushi yoron (1982) - 新井白石『読史余論』の翻訳

## 賞と栄誉
- 1980年 - 日本翻訳文化賞（『折たく柴の記』の翻訳に対して）
- 1982年 - 大英帝国勲章オフィサー[6]
- 1983年 - オーストラリア人文科学アカデミー（英語版）会員[1]
- 1983年 - 第2回山片蟠桃賞（大阪府）[1]
- 1983年 - 勲三等宝冠章[1]